# Phénoplaste
Les phénoplastes ou « résines phénol-formaldéhyde » (sigle PF) sont issus du formaldéhyde et du phénol. Ils font partie de la famille des polymères thermodurcissables. Le phénol étant un monomère trifonctionnel (la molécule monomère possède trois sites actifs), il se forme finalement un réseau tridimensionnel.
Un exemple bien connu est celui de la « bakélite » (marque déposée), le plus ancien matériau polymère synthétique industriel.

## Synthèse
La synthèse des polymères formophénoliques, qui utilise le formaldéhyde comme comonomère, s'apparente à celle des aminoplastes. À la différence de ces derniers, leur structure est dépourvue d'atomes d'azote.

On distingue deux types de résines : les novolaques, préparées sous catalyse acide, et les résols, obtenus sous catalyse basique.
- Lors d'une première étape, les précurseurs (appelés aussi prépolymères ou oligomères, qui constituent la résine) des polymères finaux sont formés par un début de polycondensation (dégagement d'eau) du formaldéhyde avec le phénol (ou certains de ses dérivés substitués, tels les crésols).
- Au cours de la seconde étape de la production, la structure finale des macromolécules est obtenue par réticulation, vers 150 °C. Une fois durcie, la matière ne peut plus être mise en forme (structure définitive) et est insoluble.

## Propriétés
Les phénoplastes montrent une bonne résistance à la chaleur. Ils présentent une teinte foncée, une bonne stabilité dimensionnelle, sont moins durs et moins fragiles que les aminoplastes.

## Applications

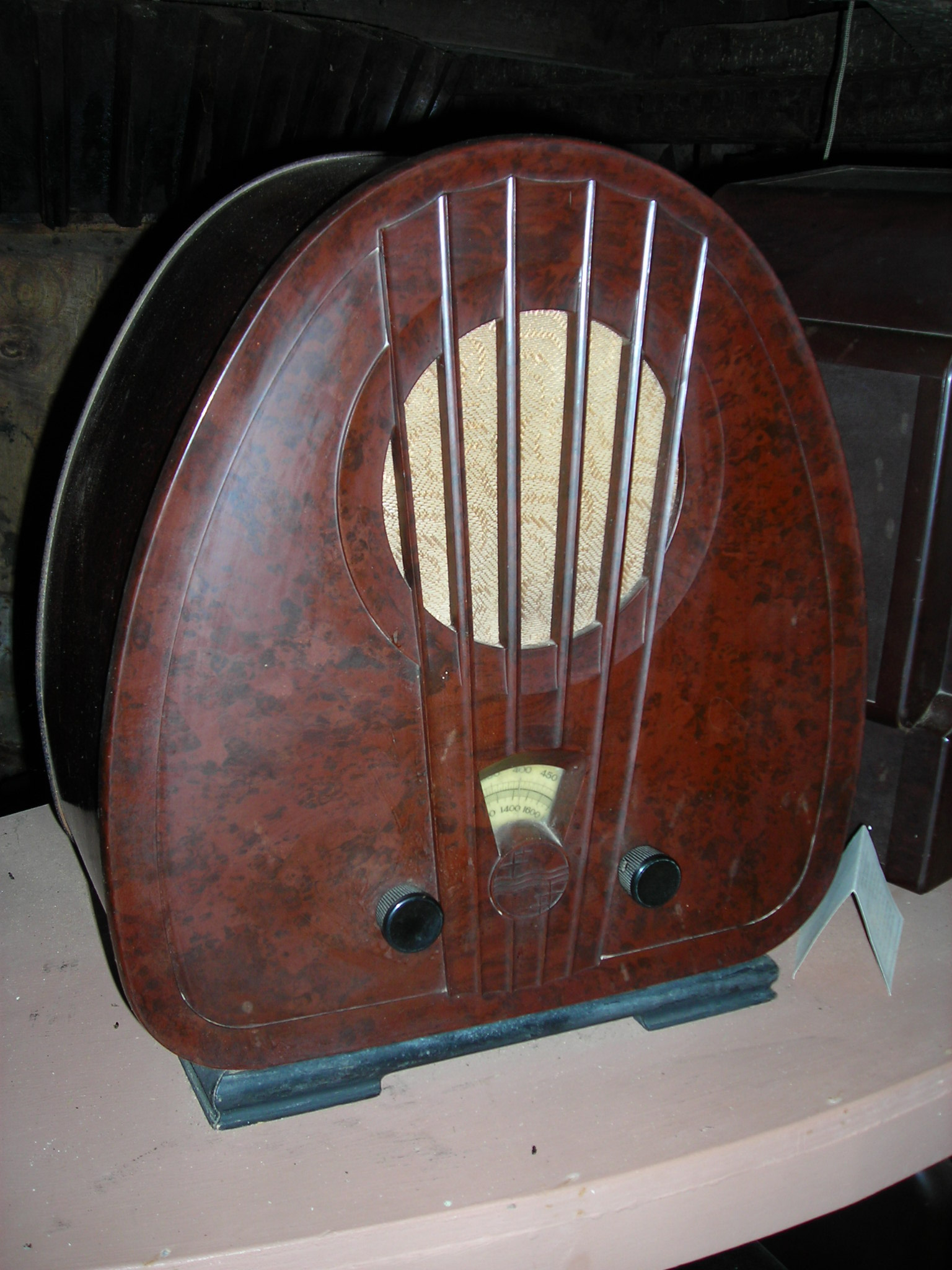
Photo d’une radio Philips avec coque en bakélite, un phénoplaste.

Les méthodes de mise en forme et les applications sont similaires à celles des aminoplastes.

Les phénoplastes sont utilisés sous forme de poudres à mouler pour fabriquer du matériel électrique (pour le bâtiment, l'électroménager), de résines pour obtenir des stratifiés, de liants ou adhésifs (pour la fabrication de bois agglomérés ou de matériaux composites renforcés fibres de verre, par exemple), en tant que peintures, etc.

## Commerce
En 2014, la France est nette importatrice de résine phénolique, d'après les douanes françaises. Le prix moyen à la tonne à l'import était de 1 500 €.